# Mielnik
Mielnik es una ciudad de Polonia.  Se encuentra ubicado en el distrito de Siemiatycze, distrito que pertenece al Voivodato de Podlaquia, en la parte oriental del país, a 140 km al este de Varsovia, la capital del país. Mielnik  se encuentra a 141 m sobre el nivel del mar y tiene 980 habitantes. 
El terreno alrededor de Mielnik es llano. Hay alrededor de 40 personas por kilómetro cuadrado alrededor de Mielnik, una población relativamente pequeña.  La ciudad más grande más cercana es Siemiatycze, a 16 km al noroeste de Mielnik. El área alrededor de Mielnik está casi cubierta de bosques. 
El clima es hemiboreal.  La temperatura promedio es de 6 °C . El mes más caluroso es julio, el 20 °C, y el diciembre más frío, con −8 °C. 